# Hartmann Lauterbacher
Hartmann Lauterbacher (ur. 24 maja 1909 w Reutte (Tyrol), zm. 12 kwietnia 1988 w Seebruck am Chiemsee) – polityk nazistowski, od 1934 do 1940 szef sztabu Hitlerjugend, w 1936 został wybrany na posła do Reichstagu, 1940–1945 gauleiter Hanoweru-Brunszwiku Południowego, od 1941 do 1945 nadprezydent prowincji hanowerskiej, 1944 SS-Obergruppenführer, zbrodniarz wojenny odpowiedzialny za deportacje Żydów. W maju 1945 aresztowany i internowany w obozie Sandbostel niedaleko Bremervörde. W sierpniu 1947 przed Międzynarodowym Trybunałem Wojskowym w Dachau rozpoczęło się postępowanie przeciwko Lauterbacherowi. W październiku 1947 ten proces zakończył się uniewinnieniem.